# Nieuwpoort
Nieuwpoort (Nieuwpôort in fiammingo, Nieuport in francese) è un comune belga di 11 451 abitanti, situato nella provincia fiamminga delle Fiandre Occidentali.
La municipalità comprende la città di Nieuwpoort vera e propria e le cittadine di Ramskapelle e Sint-Joris.
Al 1º gennaio 2012 Nieuwpoort contava una popolazione di 11 368 abitanti. L'area totale è di 31,00 km², il che comporta una densità di popolazione di 366 abitanti per km².
A Nieuwpoort il fiume Yser si getta nel mar del Nord.

## Storia
Ottenne lo status di città nel 1163 dal conte Filippo I delle Fiandre.
Vi si svolse nel 1600 la battaglia di Nieuwpoort, tra olandesi e spagnoli.
Durante la battaglia dell'Yser, nella prima guerra mondiale, Karel Cogge aprì per due volte le chiuse alle bocche del fiume Yser per allagare l'entroterra, fermando così l'avanzata dell'esercito tedesco.

## Città
Il centro storico di Nieuwpoort è situato a circa tre chilometri dall'attuale linea di costa. Vicino al mare si è sviluppato un nuovo centro turistico. Le due parti formano un'area continua, unita da costruzioni lungo la Albert I Laan e il porto peschereccio.

## Amministrazione

### Gemellaggi
- Nieuwpoort, Paesi Bassi[1]

## Galleria d'immagini

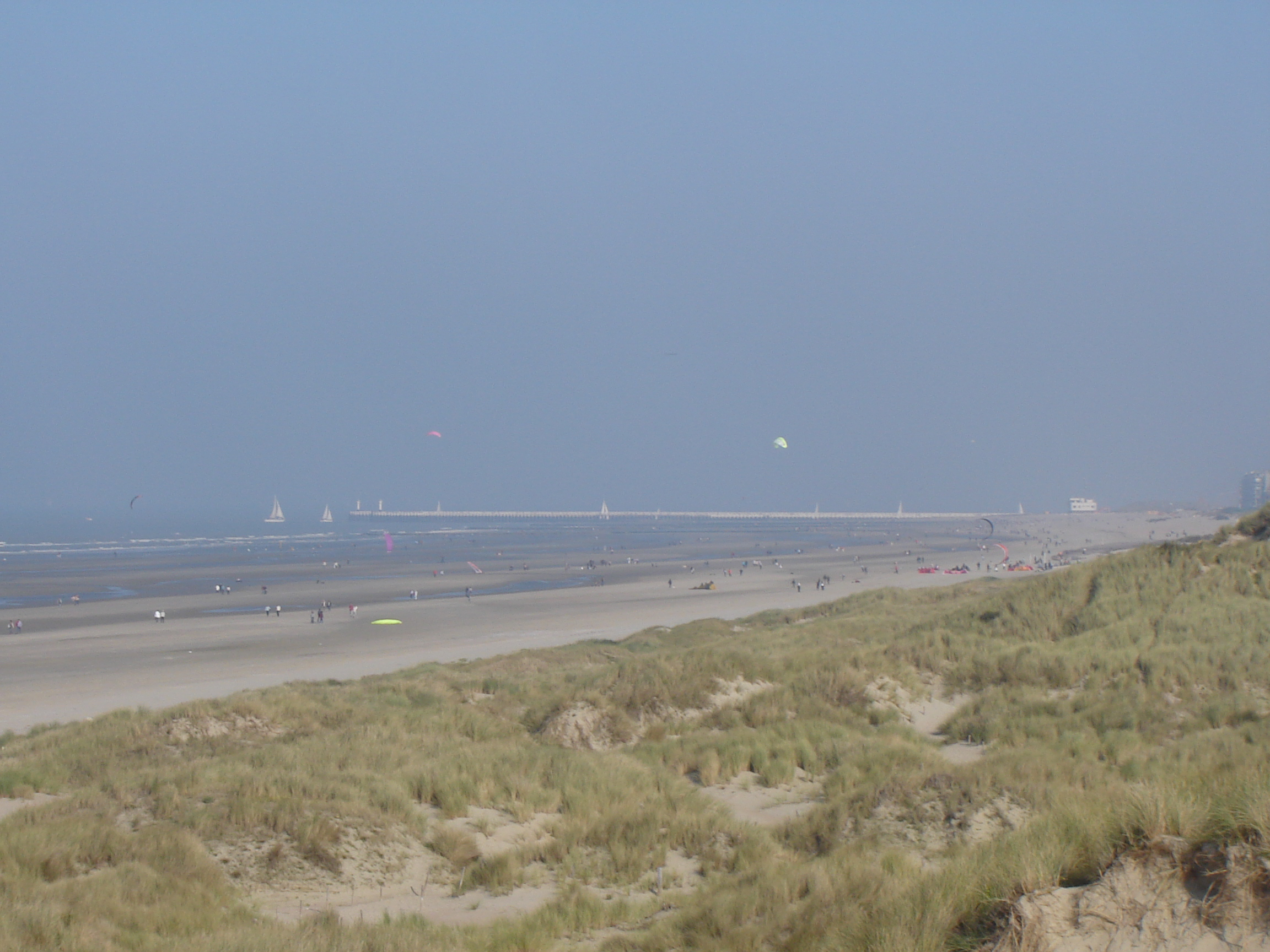
La spiaggia e i moli del porto
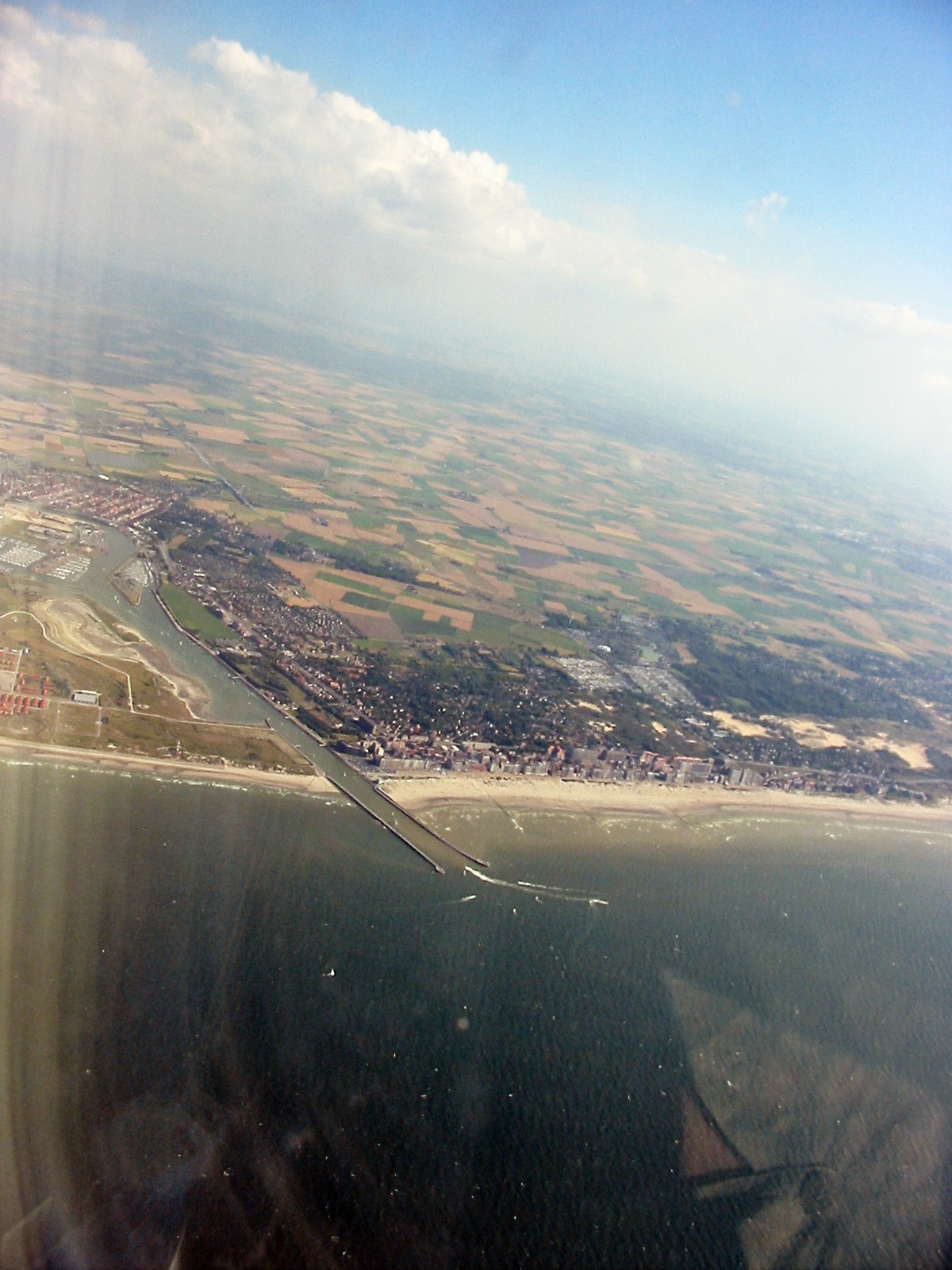
Nieuwpoort, veduta aerea
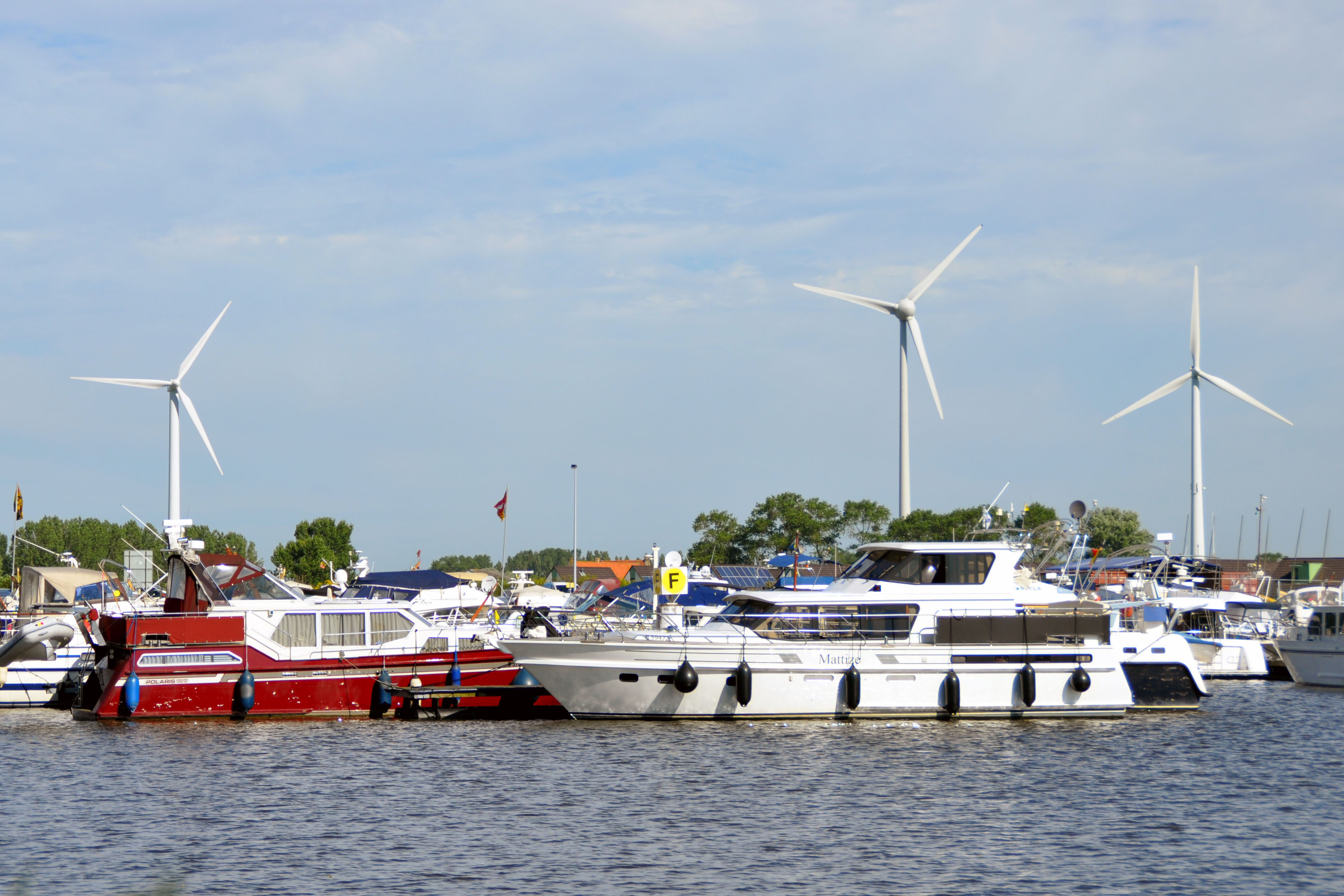
Barche sull'Yser
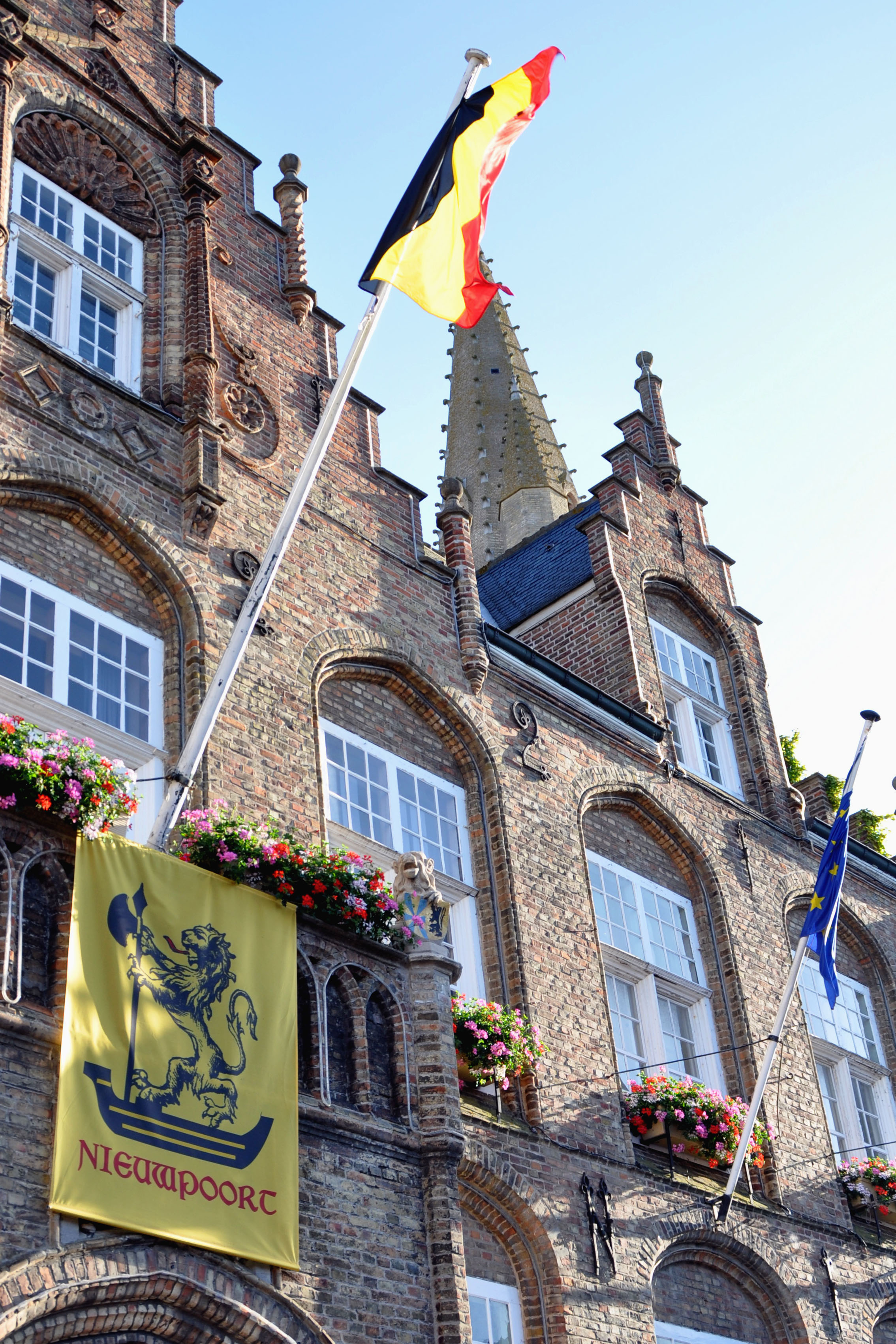
Bandiera di Nieuwpoort sulla facciata del municipio
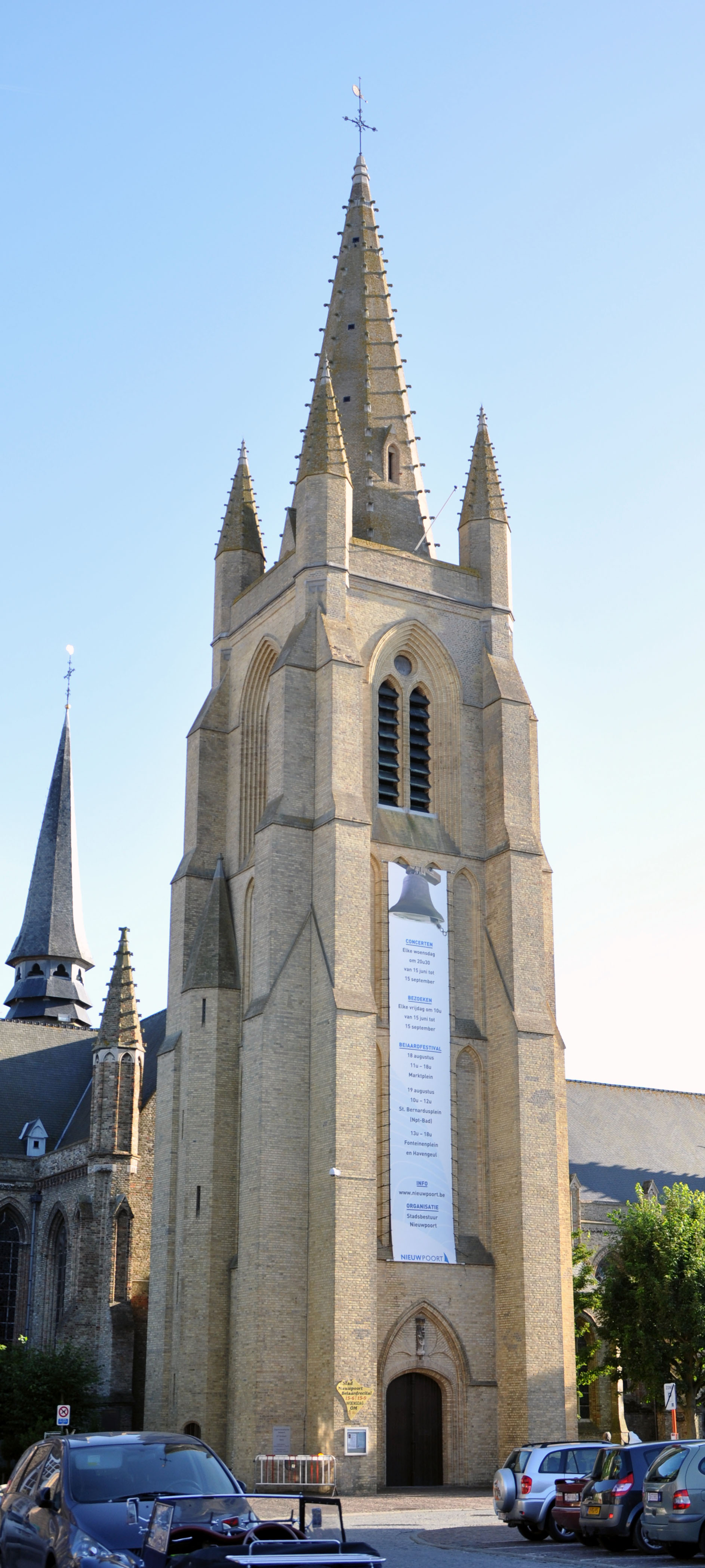
Torre della chiesa di Notre-Dame di Nieuwpoort